# Jessica Schiefauer
Anna Jessica Schiefauer, född 20 augusti 1978 i Kungälv, är en svensk författare. 2011 och 2015 fick hon Augustpriset i kategorin barn- och ungdomsbok, och 2015 tilldelades hon även Spårhunden.

## Biografi
Jessica Schiefauer är utbildad folkhögskolelärare i svenska och engelska, och håller språk- och skrivarkurser vid sidan om författandet. Hon arbetar även som lektör och bor i Göteborg.

## Författarskap
Schiefauers första bok, Om du var jag, kom ut på Bonnier Carlsens förlag 2009, samma år som hon blev färdig lärare. Hon hann därmed aldrig arbeta som lärare i svenska och engelska utan lever istället på inkomster från sitt författande och att lära ut skrivande.
2011 tilldelades Schiefauer Augustpriset i kategorin barn- och ungdomsbok för Pojkarna med motiveringen "Med vass och avslöjande flickblick infiltreras Pojklandet. En idéroman som strävar efter att upplösa språkets, växandets och verklighetens gränser. Om kroppen som slagfält och manligheten som drog." Pojkarna har dramatiserats av Ninna Tersman och satts upp i en samproduktion av Riksteatern och Uppsala Stadsteater. Boken har även filmatiserats, av Alexandra-Therese Keining, och visades på den internationella filmfestivalen i Toronto i september 2015, och hade svensk biopremiär i februari 2016.
Schiefauer arbetade i 17 år med sin tredje bok, När hundarna kommer. Boken handlar om ungdomarna Ester och Isak som blir kära i varandra, och hur de påverkas av att Isaks lillebror Anton misshandlar en pojke till döds. Boken är delvis inspirerad av mordet på John Hron samt dokumentärfilmen Nio scener om våld och belönades med Augustpriset 2015.
| ”                    | Kanske hade jag aldrig börjat skriva om jag inte blivit tvungen att fundera över de där frågorna – besatthet, makt, våld – så pass tidigt i livet | „ |
| – Jessica Schiefauer | |   |

Schiefauer nominerades till Sveriges radios novellpris 2018.
Alla Schiefauers böcker finns även som talböcker.

## Priser och utmärkelser
- Augustpriset för Pojkarna, kategori Barn- och ungdomsbok, 2011.
- Spårhunden för När hundarna kommer, 2015.[10]
- Augustpriset för När hundarna kommer, kategori Barn- och ungdomsbok, 2015.